# Pacifigorgia rubripunctata
Pacifigorgia rubripunctata is een zachte koraalsoort uit de familie Gorgoniidae. De koraalsoort komt uit het geslacht Pacifigorgia. Pacifigorgia rubripunctata werd in 2004 voor het eerst wetenschappelijk beschreven door Williams & Breedy. 